# Dicronychus equiseti
Dicronychus equiseti är en skalbaggsart som först beskrevs av Herbst 1784.  Dicronychus equiseti ingår i släktet Dicronychus, och familjen knäppare. Arten har ej påträffats i Sverige.